# Чан-Хан
Чан-Хан (укр. Чан-Хан) — исчезнувшее село в Ленинском районе Республики Крым, располагалось на юго-востоке района и Керченского полуострова, примерно в 3 км к западу от современного села Яковенково.
Первое документальное упоминание села встречается в Камеральном Описании Крыма… 1784 года, судя по которому, в последний период Крымского ханства Чанкал входил в Дин Керченский кадылык Кефинского каймаканства. После присоединения Крыма к России (8) 19 апреля 1783 года, (8) 19 февраля 1784 года, именным указом Екатерины II сенату, на территории бывшего Крымского Ханства была образована Таврическая область и деревня была приписана к Левкопольскому, а после ликвидации в 1787 году Левкопольского — к Феодосийскому уезду Таврической области. После Павловских реформ, с 1796 по 1802 год, входила в Акмечетский уезд Новороссийской губернии. По новому административному делению, после создания 8 (20) октября 1802 года Таврической губернии, Чан-Хан находился на территории Акмозской волости Феодосийского уезда. Видимо, в результате эмиграции крымских татар, деревня заметно опустела и в Ведомости о числе селений, названиях оных, в них дворов… состоящих в Феодосийском уезде от 14 октября 1805 года не записана, а на военно-топографической карте генерал-майора Мухина 1817 года деревня Шикан обозначена пустующей. На карте 1836 года в деревне 3 двора, а на карте 1842 года Чан-Хан обозначен условным знаком «малая деревня», то есть, менее 5 дворов. На трёхверстовой карте Шуберта 1865—1876 года в деревня уже не значится.